# Mk 44巨蝮二式鏈炮
Mk 44巨蝮二式鏈炮（英語：Mk 44 Bushmaster II）是一款由美国武器製造商阿連特科技系統公司（簡稱：ATK）所研製及生產的鏈炮，发射30×173毫米北約口徑機炮炮彈。

## 概述

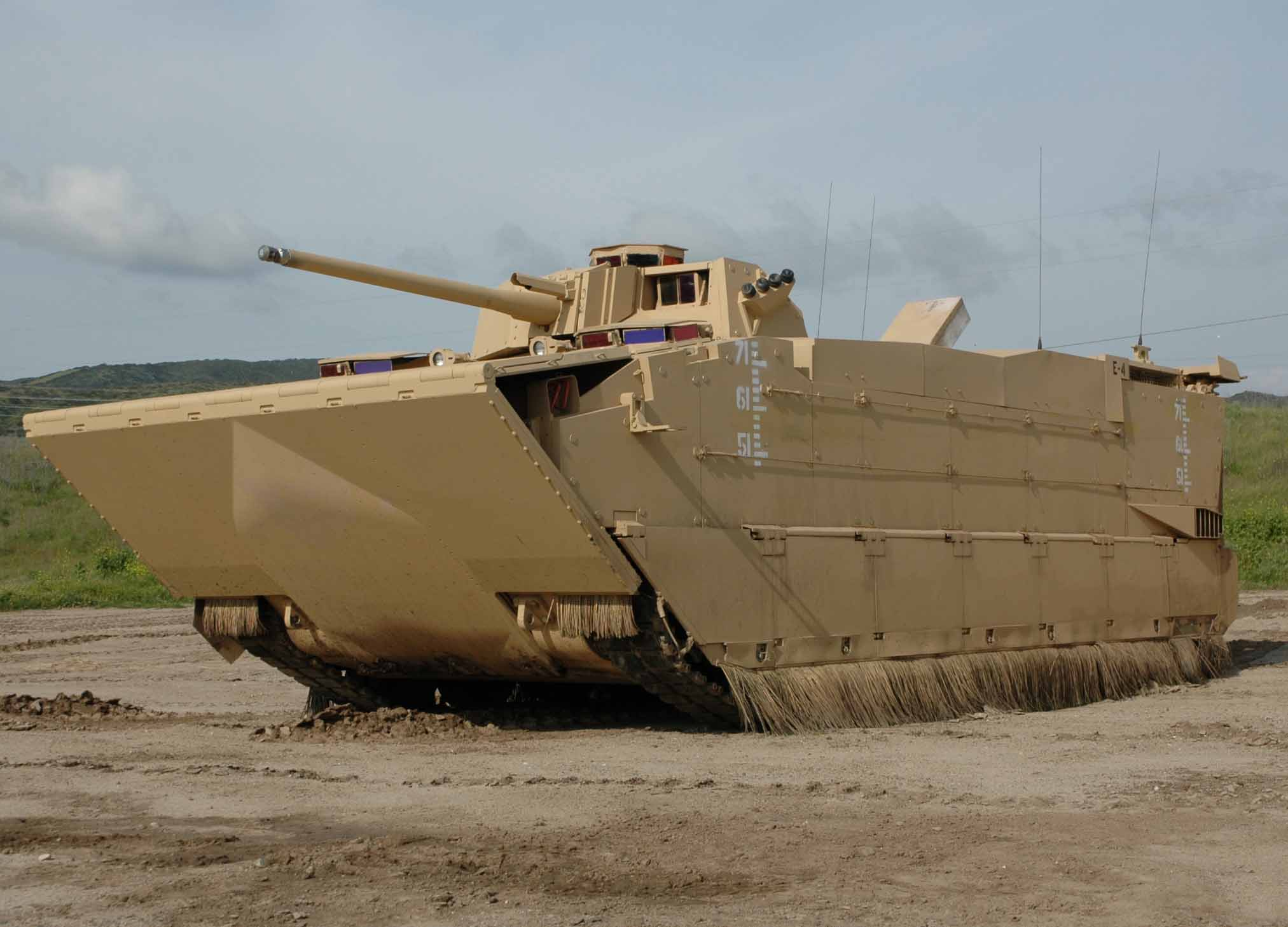
以Mk 44鏈炮為主要武器的原型遠征戰鬥載具。

Mk 44巨蝮二式鏈炮是M242巨蝮式鏈炮的衍生型，使用與M242大約70％相同的部分，同時增加多達50％的口徑大小和20％的火力。巨蝮二式鏈炮的炮管亦有鍍鉻以延長其發射壽命。Mk 44巨蝮二式鏈炮採用標準的GAU-8“復仇者”30×173毫米北約口徑機炮彈藥，包括穿甲燃烧弹（英語：Armor-Piercing Incendiary，簡稱：API）、高爆燃燒彈（簡稱：HEI）、尾翼穩定脫殼穿甲曳光彈（英語：Armor-Piercing Fin-Stabilized Discarding Sabot-Tracer，簡稱：APFSDS-T）等衍生彈種。
Mk 44巨蝮二式鏈炮的其中一個有趣的可能性是要轉換為一門為40毫米口徑機炮，其中包括改變炮管和幾個關鍵部件，並且發射所謂的超級40機炮炮彈（SuperShot 40 cartridge）。它也可以被轉換為發射長度稍短的30×170毫米口徑RARDEN機炮與歐瑞康KCB機炮炮彈（Oerlikon KCB）。

## 历史

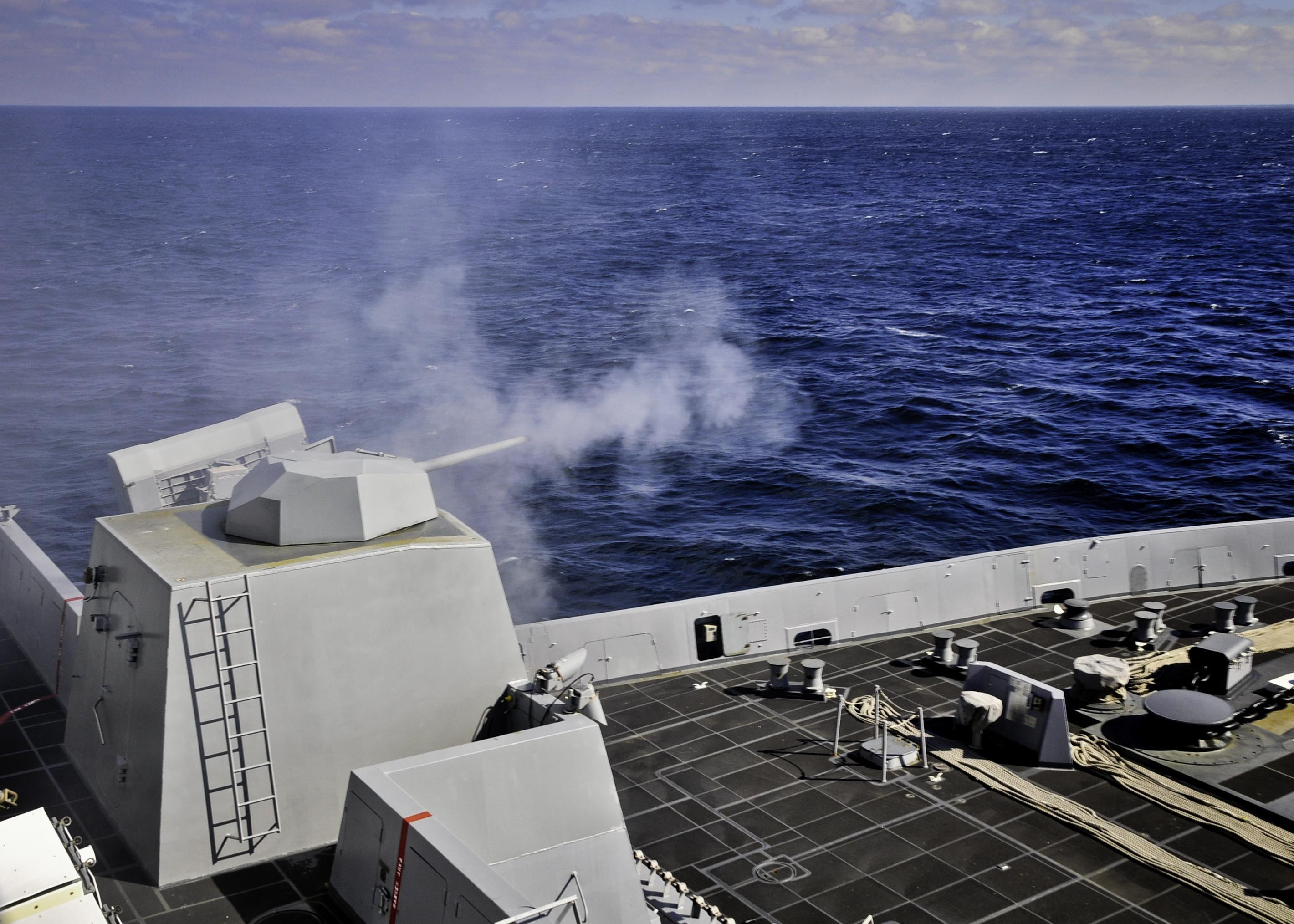
安裝在美國海軍聖安東尼奧級紐約號兩棲船塢登陸艦上的Mk46
Mod2艦炮，攝於2014年。

巨蝮二式鏈炮是比奧尼克斯二型步兵戰車的制式主要武器，目前在新加坡軍隊，在波蘭服役的KTO狼獾步兵戰車（KTO，意為：輪式裝甲運輸車；Rosomak，意為：狼獾）以及在芬蘭、挪威和瑞士服役的CV90裝甲戰鬥車。
雖然美国空军在2007年亦選擇了這門鏈炮，並且嘗試裝上在AC-130U「幽靈」式空中砲艇上以取代25×137毫米GAU-12加特林機炮和40×311毫米R L/60博福斯炮（英語：Bofors cannon），後來卻取消了這個計劃。美国海軍陸戰隊的遠征戰鬥載具（英語：Expeditionary Fighting Vehicle，簡稱：EFV），本來亦預計裝上這門鏈炮作為制式主要武器，但是最近亦被取消了。其後一些美國海軍的船隻，例如新型的聖安東尼奧級兩棲船坞登陆舰（英語：San Antonio class amphibious transport dock）在船上裝上了巨蝮二式鏈炮作為對抗水上威脅的防衛武器。
巨蝮二式鏈炮也裝在英國皇家海軍23型護衛艦的30毫米DS30M Mk 2小口徑機炮（簡稱：ASCG）系統上（一門巨蝮二式鏈炮裝在一個具備外掛式光電指揮儀（EOD）的全自動化安裝基座上），並從2007年開始使用。
美國空軍曾嘗試在AC-130U空中砲艇的GAU-12和波佛斯40公釐高射砲的位置上安裝巨蝮二式鏈炮。但是在2008年8月11日取消了這個計劃，因為巨蝮二式在測試中“我們採用的高度”而造成的精度問題。其後出現了的一些時間表上的考慮因素，終於推動了整個決策。2012年7月9日，美國空軍將一個新型版本的巨蝮鏈炮按類型歸類並命名為GAU-23/A。巨蝮二式鏈炮安裝在AC-130W「毒刺II」和AC-130J「幽靈騎士」空中砲艇、C-130J「超級大力神」運輸機（需要裝上「收獲鷹」套件）、KC-130J空中加油機（需要裝上「收獲鷹」套件）以及MC-130W「龍矛」特種作戰運輸機（需要裝上「精確打擊套件」）上使用。
美國海軍亦已採用巨蝮二式鏈炮並且命名為Mk 46 Mod 2艦炮武器系統（Gun Weapon System，GWS）。該艦炮武器系統是由通用动力公司所生產的，給予軍艦防止小型而且高速的水面上艦艇突襲的保護。Mk 46砲塔是由一門30毫米鏈炮、一台前視紅外線（FLIR）傳感器、一台低光度電視影像攝像機和激光測距儀所組成。巨蝮二式鏈炮會以200發／分鐘的射速射擊，並以400發彈藥藉由200發雙向輸彈槽供彈。全口徑高爆或穿甲彈以下的有效射程為2,011.68公尺（2,200码），亦可發射次口徑彈藥令射程得以延長。Mk 46艦炮武器系統被永久安裝在聖安東尼奧級兩棲船坞登陆舰（每艘2座）以上，另外亦會在自由級和獨立級濒海战斗舰上各安裝2座作為水面作戰（Surface Warfare，SuW）套件的一部分。2012年，海軍決定以Mk 46艦炮武器系統取代朱姆沃爾特級驱逐舰上的Mk 110 57公釐艦炮。
Orbital ATK亦研發了巨蝮二式的改進型，命名為Mk 44 STRETCH，以發射為其研發的30×173毫米Mk 310 PABM-T空爆彈藥。
2020年1月，诺斯洛普·格鲁门透露會為濒海战斗舰的30毫米鏈炮模組研發了近炸式空爆彈藥的功能，以摧毀小型無人航空載具（UAV）。由於模塊具有雙向供彈，因此可以針對不同目標裝填不同的彈種。

## XM813

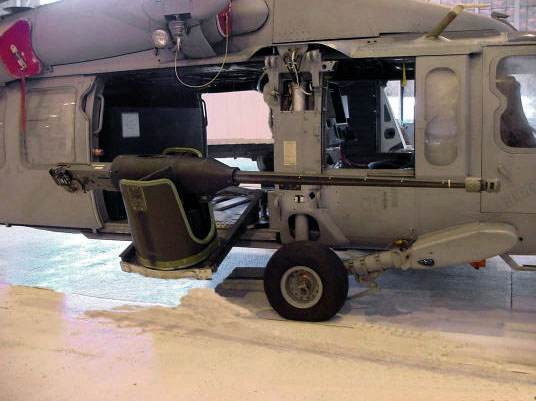
安裝在MH-60S騎士鷹直升機以上的AN/AWS-2原型機載快速水雷清除系統（RAMICS）的炮塔，搭載的是Mk 44巨蝮二式鏈炮。

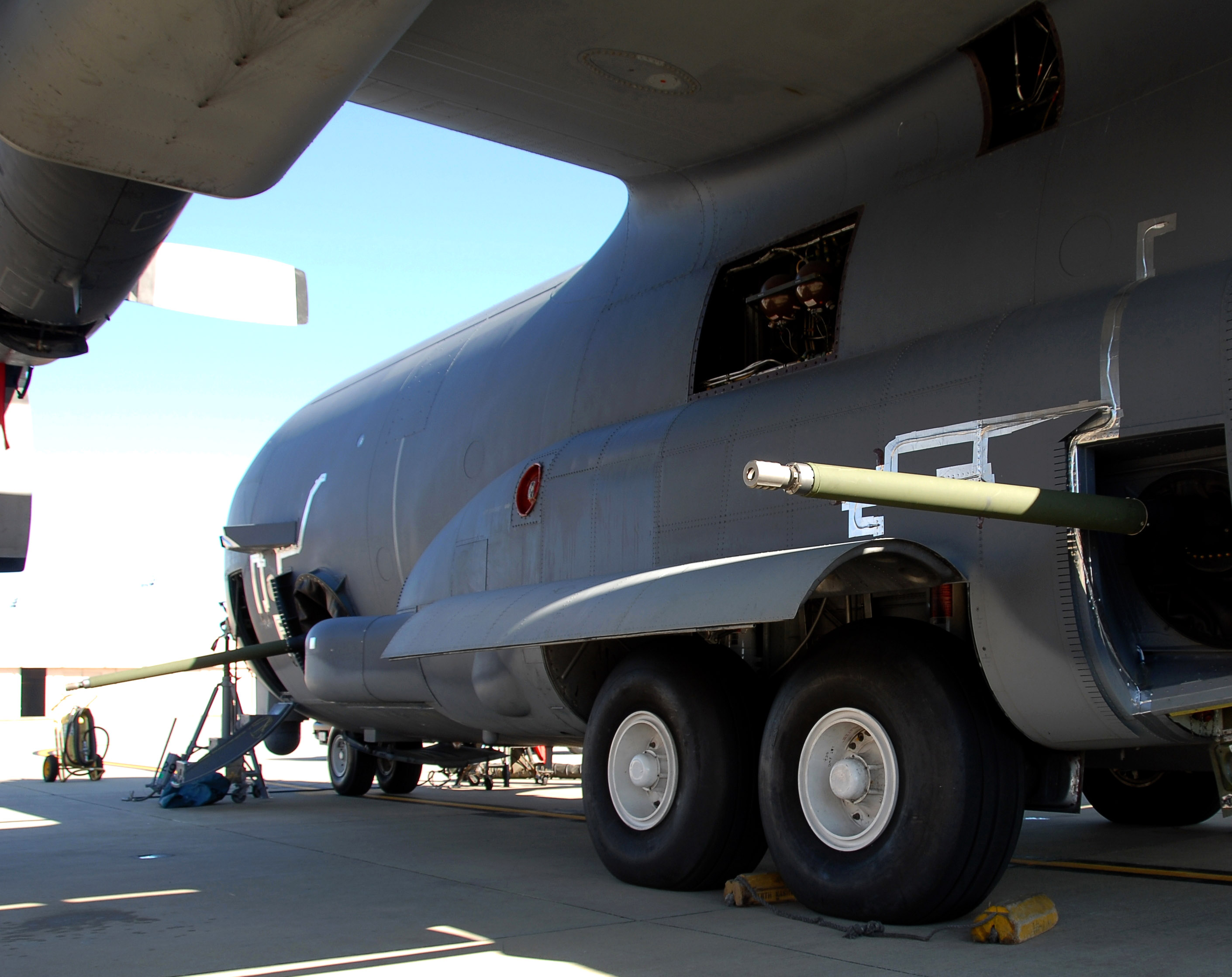
正在AC-130U上進行測試，之後被用於取代機上25公釐與40公釐兩種火砲、空軍版本被命名為GAU-23/A的Mk 44型30公釐「巨蝮二式」（Bushmaster II）機砲。

XM813大毒蛇是以Mk 44，並且提供作為M1126史崔克装甲运兵车和M2布雷德利裝步戰車這兩款載具升級，以及是在GCV步兵戰車上競標中的主要武器之一。這些改進包括一根延長25.4毫米（1英吋）的炮管，並且一體化安裝以提高首發命中概率高達10％，以及採用雙重緩衝系統，以提高精度和應付未來更熱的裝藥。它可以具有下一發選擇和無彈鏈供彈系統。30毫米鏈炮可以發射Mk 310可編程空爆彈藥以攻擊於遮蔽處內的目標。美國陸軍研究、發展和工程司令部協助增強XM813主要是為了安全和砲塔的整合。通過改變其中五個部件，該鏈炮的口徑可以增大到40毫米。截至2013年11月，XM813已正在阿伯丁試驗場進行超過三個月的測試，以確保故障平均發數（英語：Mean Rounds Between Failure，簡稱：MRBF）達到40,000發。而長遠計劃是載具裝上巨蝮三式50毫米鏈炮。
2014年9月10日，XM813在ARDEC數碼多功能靶場進行試驗。該機炮被安裝在布雷德利戰車上並在距離目標約1,500米的位置射擊。增強型火控系統改善了遠距離精確擊殺目標效果，只需更短的點放，有時只需2或3發而非10發即可擊破。XM813 30毫米鏈炮旨在取代M242巨蝮式25毫米鏈炮，並有可能被安裝在布雷德利以外的車輛。試驗中沒有表現出的是其無鏈彈藥與空爆能力；以及空爆彈藥在攻擊掩體內的目標增加殺傷力（對方只能忍受其火力壓制攻擊）。
2015年初，美國陸軍批准部署在欧洲的史崔克旅級戰鬥隊的81輛史崔克裝甲車的主要武器升格為Mk 44 30毫米巨蝮二式鏈炮，以提高它們在戰區時對俄羅斯使用的其他輕型裝甲車輛的殺傷力。該機炮將於2018年安裝完成，並可能第一階段為全部約1,000輛在前線活躍的史崔克車隊加裝巨蝮式機炮；其衍生型XM813將會裝在史崔克裝甲車以上使用。XM813具有高達3,000公尺（3,280.84码，9,842.52英尺，1.86英里）的精確射擊能力，幾乎是白朗寧M2 .50口徑重機槍的兩倍，最大有效射程為1,830公尺（2,001.31码，6,003.94英尺，1.14英里），可說是一款面壓制武器。2016年10月，首輛武裝經過升級以後，被稱為“M1296龍騎兵”的史崔克裝甲車將交付給第二騎兵團；2017年12月，首輛龍騎兵步兵戰車（英語：Infantry Carrier Vehicle - Dragoon，簡稱：ICVD）已交付給駐紮在德國的第二騎兵團。
2018年，巨蝮式的衍生型ATK MK44-ABM被西班牙陸軍所選中，以裝備德拉貢步兵战车的Line版本（步兵战车）的提佐納砲塔，取代畢加索BMR。

## 使用國
- 比利时：被比利時國防軍所採用。
- 巴西：被巴西軍隊所採用，安裝在陸軍的VBTP-MR裝甲車[21]和海軍的亞馬孫級護衛艦（通過30毫米DS30M Mk 2小口徑機炮）上。
- 捷克：被捷克軍隊所採用，安裝在陸軍的潘德Ⅱ CZ型裝甲車上。
- 芬兰：被芬蘭陸軍所採用，安裝在陸軍的CV90裝甲戰鬥車上。
- 愛爾蘭：被愛爾蘭軍隊所採用。
- 日本：被日本海上保安廳所採用，安裝在海上保安廳的波照間級巡邏艦（英语：Hateruma-class patrol vessel）上。
- 新西兰：被新西蘭陸軍和新西蘭海軍所採用。
- 挪威：被挪威皇家陸軍所採用，安裝在皇家陸軍的CV90裝甲戰鬥車上。
- 波蘭：被波蘭軍隊所採用，安裝在陸軍的CV90裝甲戰鬥車上。
- 葡萄牙：被葡萄牙陸軍所採用，安裝在陸軍的潘德2型裝甲車上。
- 新加坡：被新加坡共和国陆军部队所採用，安裝在陸軍的AV81裝甲車上。
- 泰國：被泰國皇家陸軍所採用。
- 瑞士：被瑞士軍隊所採用，安裝在陸軍的KTO Rosomak步兵戰車上。
- 英国：被英國皇家海軍所採用，安裝在皇家海軍的23型護衛艦（通過30毫米DS30M Mk 2小口徑機炮）上。
- 美国：被美國陸軍、美國海軍、美國海軍陸戰隊和美國空軍所採用，安裝在陸軍的史崔克裝甲車上，海軍的聖安東尼奧級兩棲船塢登陸艦、濱海戰鬥艦和朱瓦特級驅逐艦上(命名為Mk 46 Mod 2艦炮武器系統)，以及空軍的AC-130W「毒刺II」式和AC-130J「幽靈騎士」式空中砲艇上（命名為GAU-23/A）。

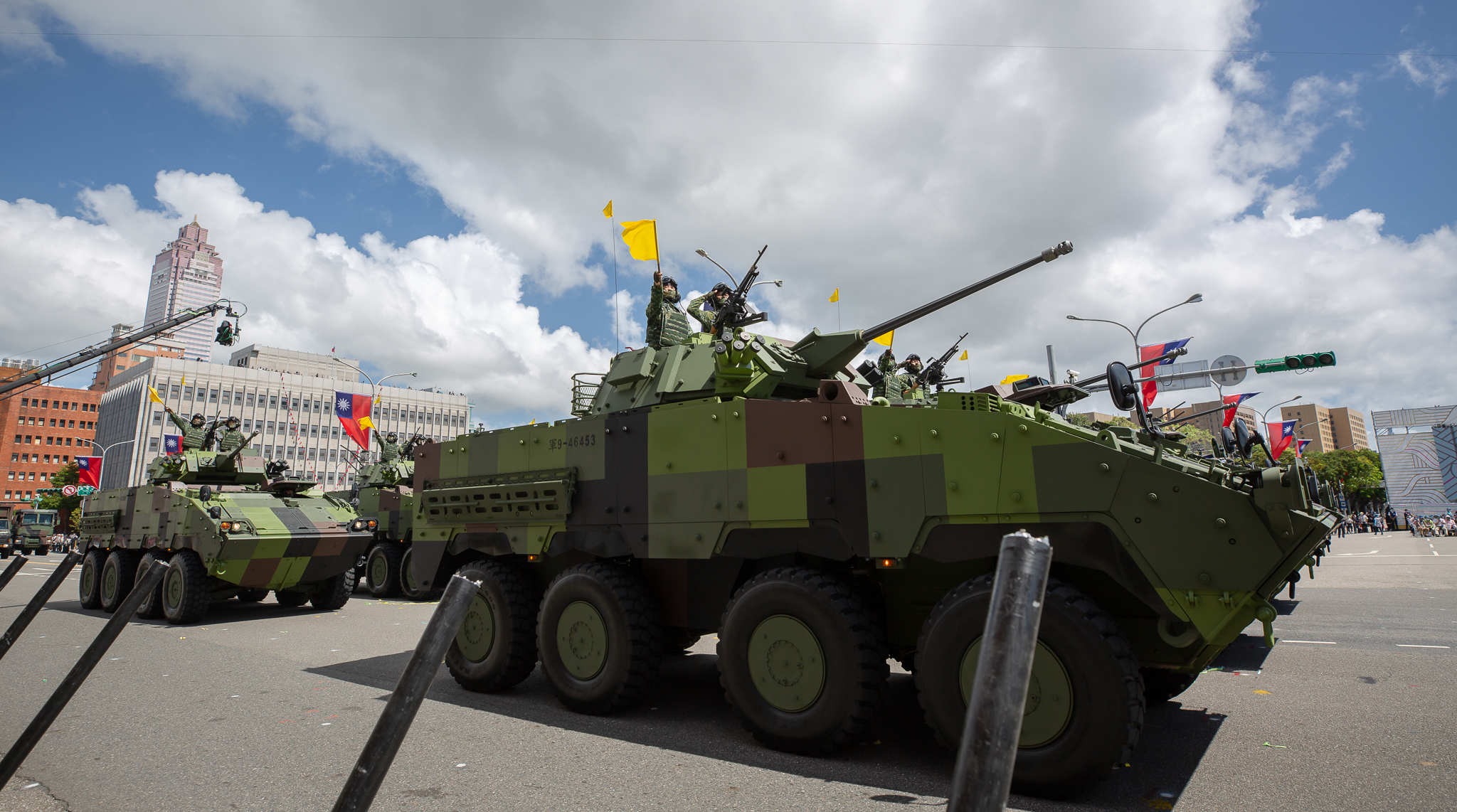
中華民國陸軍雲豹裝甲車 CM-34 30公厘機砲裝步戰鬥車裝備的Mk 44巨蝮二式鏈炮砲塔為主要武器

- 中華民國：共採購311套Mk 44巨蝮二式鏈炮[22]。
  -  中華民國陸軍用於305輛雲豹裝甲車 CM-34 30公厘機砲裝步戰鬥車的主要武器[23]。
  -  中華民國海軍用於艦載鏈砲遙控武器系統，研發中[24]。

## 資料來源
1. ↑  .   [2011年10月13日]. （原始内容存档于2011年9月28日）.
2. ↑  .   [2011-10-13]. （原始内容存档于2009-07-04）.
3. ↑  "Spooky Gun Swap Canceled" （页面存档备份，存于）. Air Force Magazine, October 2008, Volume 91, Number 10, p. 24.
4. ↑  GAU-23 30mm Automatic Cannon Receives Type Classification （页面存档备份，存于） - Prnewswire.com, July 9, 2012
5. ↑  Mk-46 GWS （页面存档备份，存于） - Seaforces.org
6. ↑  Navy Orders Six More General Dynamics Littoral Combat Ship MK46 Mod 2 Gun Weapon Systems （页面存档备份，存于） - Guns.com, 21 March 2013
7. ↑  Navy Swaps Out Anti-Swarm Boat Guns on DDG-1000s （页面存档备份，存于） - News.USNI.org, 5 August 2014
8. ↑  . Mönch Publishing Group.   [11 August 2018]. （原始内容存档于2018-08-11）.
9. ↑  . www.orbitalatk.com.   [19 April 2018]. （原始内容存档于2017-07-02）.
10. ↑  Navy LCS Gun Could Get Potent Airburst Rounds to Take Out Drones （页面存档备份，存于）. Military.com. 16 January 2020.
11. ↑   (PDF).   [2013-12-08]. （原始内容 (PDF)存档于2013-07-19）.
12. ↑  Bigger, badder Bushmaster cannon in the works（Blindado Guarani recebe torre dotada de canhão） - Armytimes.com, 8 November 2013
13. ↑  30-mm weapon system on display （页面存档备份，存于） - Army.mil, 16 September 2014
14. ↑  US Army: Strykers Need Bigger Gun to Fight Russia - Defensenews.com, 24 July 2015
15. ↑  Firepower Upgrade Planned for GDLS Strykers （页面存档备份，存于） - Militarytimes.com, 15 October 2015
16. ↑  US Army Seeks New Stryker Capability Beyond Bigger Gun （页面存档备份，存于） - Militarytimes.com, 1 March 2016
17. ↑  Army UpGuns Stryker Infantry With 30mm Cannon to Counter Russia in Europe （页面存档备份，存于） - Scout.com/Military, 5 October 2016
18. ↑  Army's New Up-Gunned Stryker Shoots Farther, Hits Harder （页面存档备份，存于） - Military.com, 31 October 2016
19. ↑  2CR Receives the First 30mm Stryker in Europe （页面存档备份，存于）. Defense Visual Information Distribution Service. 8 December 2017.
20. ↑  . 11 July 2019  [2019-12-08]. （原始内容存档于2019-09-25）. Infodefensa.com 11 July 2019
21. ↑  Alexandre Galante. . 2011-07-01  [2019-08-19]. （原始内容存档于2018-10-05）.
22. ↑  自由時報. . 2020-04-22  [2020-04-22]. （原始内容存档于2020-04-26）.
23. ↑  . 聯合報. 2020年5月31日  [2020年5月31日]. （原始内容存档于2020年7月28日）.
24. ↑  . 公民新聞網. 2020年2月27日  [2020年2月27日]. 原始内容存档于2024年7月19日.

## 外部連結
- （英文）—30mm Bushmaster II on NavWeap.Com （页面存档备份，存于）
- （英文）—Mk44 Bushmaster II 30mm on GlobalSecurity.Org （页面存档备份，存于）
- （英文）—weaponsystems.net—Bushmaster （页面存档备份，存于）
- （英文）—The Firearm Blog.com—Room for innovation: Could man-portable Chain Guns become a reality? （页面存档备份，存于）

Template:USAF weapons
Template:Alliant Techsystems